# Chen Boda
Chen Boda (ur. 1904 w Hui’an w prowincji Fujian, zm. 20 września 1989 w Pekinie) – chiński komunista, jeden z głównych animatorów rewolucji kulturalnej.

## Działalność
W 1927 roku wstąpił do Komunistycznej Partii Chin. W latach 1937–1945 był sekretarzem politycznym Mao Zedonga w Yan’anie. Po utworzeniu ChRL w 1949 był jednym z głównych propagandzistów. W latach 1958–1970 był redaktorem naczelnym pisma Czerwony Sztandar (Hongqi), na którego łamach postulował m.in. zniesienie pieniądza w okresie wielkiego skoku.
W 1966 roku został przewodniczącym Grupy do spraw Rewolucji Kulturalnej. Chen był jednym z głównych i najbardziej aktywnych animatorów rewolucji kulturalnej. Z jego inicjatywy w 1967 roku w Szanghaju ustanowiono przez krótki czas zakończoną fiaskiem Komunę Szanghajską, która po krwawych walkach ogłosiła w mieście wspólnotę dóbr oraz obieralność i odwoływalność wszystkich urzędników. W sierpniu 1970 potajemnie aresztowany za "ultralewactwo" i przynależność do "antypartyjnej kliki Lin Biao" (fakt jego aresztowania ujawniono oficjalnie dopiero w 1973 roku).
W procesie bandy czworga w 1981 roku został skazany na dożywocie. Zwolniony przedterminowo w 1987 z uwagi na zły stan zdrowia, zmarł dwa lata później.